# Bengt Rundgren
Bengt Erik Rundgren (21. April 1931 in Karlskrona – 27. September 2008 in Vallentuna) war ein schwedischer Opernsänger der Stimmlage Bass. Er sang in Bayreuth, Berlin, Genf, Hamburg, London, Mailand, Neapel, New York, Savonlinna, Stockholm, Washington, Wien und Zürich. Er wurde vom schwedischen König zum Kungliga Hovsångare (königlicher Hofsänger) und in Hamburg zum Kammersänger ernannt.

## Leben, Werk
Bengt Erik Rundgren begann seine Gesangskarriere relativ spät; er wurde erst im Alter von 29 Jahren als Student der Königlichen Musikhochschule in Stockholm aufgenommen. Davor hatte er keine musikalische Ausbildung absolviert und als Schmied gearbeitet.
Er debütierte 1962 in Mozarts Don Giovanni an der Königlichen Oper in Stockholm, war sieben Spielzeiten hindurch fest an diesem Haus engagiert und kehrte danach regelmäßig als Gast zurück. Von 1965 bis 1967 sang er alljährlich den Osmin im Schlosstheater Drottningholm. 1969 wurde er Ensemblemitglied an der Deutschen Oper in West-Berlin, wo er nahezu dreißig Jahre blieb und wo er die ganze Bandbreite seines Repertoires vorstellen konnte.
Sein tiefer Bass war insbesondere für Verdi- und Wagner-Rollen gefragt, auch für die drei Mozart-Partien Osmin, Komtur und Sarastro. Er übernahm aber auch eine Reihe von Rollen in russischen Opern, beispielsweise den Pimen in Boris Godunow.
Seine Gastspieltätigkeit erstreckte sich auf ganz Europa und Nordamerika. 1969 debütierte er in drei kleinen Rollen bei den Bayreuther Festspielen – als Steuermann in Tristan und Isolde, als Nachtwächter und Zweiter Gralsritter. Im Jahr darauf wurde ihm zusätzlich der Fafner in Rheingold und Siegfried anvertraut, sein künftige Paraderolle. Mit dem Ensemble der Deutschen Oper gastierte er 1971 beim Edinburgh International Festival (wiederum als Osmin). Er trat auch bei den Savonlinna-Opernfestspiele in Finnland auf.
Im Oktober 1971 wurde er erstmals an die Wiener Staatsoper eingeladen, als Sarastro in der Die Zauberflöte. Die Partie sang er in Wien bis 1986 insgesamt 24mal; er übernahm an der Wiener Oper auch elf weitere Partien, überwiegend in Wagner-Opern. Die Gesamtzahl seiner Auftritte in Wien beträgt 77.
Im Jahr 1972 wurde er als Hunding in der Walküre an das Teatro San Carlo von Neapel berufen, im Jahr darauf als König Marke in Tristan und Isolde zu den Chorégies d’Orange. Es folgten Debüts an zwei bedeutenden Bühnen als Hagen in der Götterdämmerung: 1973 am Royal Opera House Covent Garden in London und 1974 unter dem Dirigenten von Rafael Kubelík an der Metropolitan Opera von New York, wo er bis April 1975 auch Fasolt und Hunding verkörperte.
1974 erfolgten auch Gastspiele in Chicago und Genf. 1976 wurde er von Pierre Boulez und Patrice Chéreau für den Jahrhundertring bei den Bayreuther Festspielen engagiert – als Fafner in der Premierenbesetzung und als Hagen in der Zweitbesetzung (alternierend mit Karl Ridderbusch).
1977 debütierte er als Daland am Teatro Regio von Turin. Am Moskauer Bolschoi-Theater trat er in Rollen der russischen und italienischen Opernliteratur sowie in Wagner-Partien auf. Den Fafner sang er auch Ende der 1970er, Anfang der 1980er Jahre beim Maggio Musicale Fiorentino am Teatro Comunale von Florenz, 1981 in der Wiener Rheingold-Neuinszenierung, 1989 im Siegfried in Washington, 1996 bzw. 1998 in Helsinki.
Eine weitere Rolle, für die seine Stimme prädestiniert war, der Großinquisitor in Verdis Don Carlos, führte ihn wiederum an zahlreiche Opernhäuser Europas, unter anderem 1976 nach Neapel und Wien, 1977 an die Mailänder Scala, 1999 zurück nach Stockholm und 2001 nach Umeå.
Bengt Rundgren wurde 1983 zum schwedischen Hofsänger ernannt. Er wurde auf dem Friedhof von Leksand begraben.

## Rollen (Auswahl)
| Beethoven: - Rocco und Don Fernando im Fidelio Donizetti: - Raimondo in Lucia di Lammermoor Meyerbeer: - Zacharias in Le prophète Mozart: - Osmin in Die Entführung aus dem Serail - Figaro in Le nozze di Figaro - Komtur und Leporello in Don Giovanni - Sarastro in Die Zauberflöte Mussorgski: - Pimen in Boris Godunow Richard Strauss: - Erster Nazarener in Salome Tschaikowski: - Gremin in Eugen Onegin |  | Verdi: - Unbekannte Rolle in Nabucco - Sparafucile im Rigoletto - Ferrando in Il trovatore - Il Grande Inquisitore in Don Carlos - Ramfis in Aida Wagner: - Daland in Der fliegende Holländer - Hermann im Tannhäuser - Heinrich der Vogler in Lohengrin - Steuermann und König Marke in Tristan und Isolde - Nachtwächter in Die Meistersinger von Nürnberg - Fafner und Fasolt in Das Rheingold - Hunding in Die Walküre - Fafner in Siegfried - Hagen in Götterdämmerung - Zweiter Gralsritter und Gurnemanz im Parsifal |

## Aufzeichnungen
Es gibt rund 25 Opern-Gesamtaufnahmen mit Bengt Rundgren auf CD bzw. DVD, darunter vollständige Versionen seiner Rollengestaltungen als Komtur und Sparafucile. Auf Video bzw. Film dokumentiert wurden:
- 1974: Tristan und Isolde
- 1975: Der fliegende Holländer mit Donald McIntyre, Catarina Ligendza, Bengt Rundgren, Hermann Winkler, Ruth Hesse; Dirigent: Wolfgang Sawallisch (Deutsche Grammophon)
- 1987: Don Giovanni